# ルース・テイラー
- ルス・テイラー

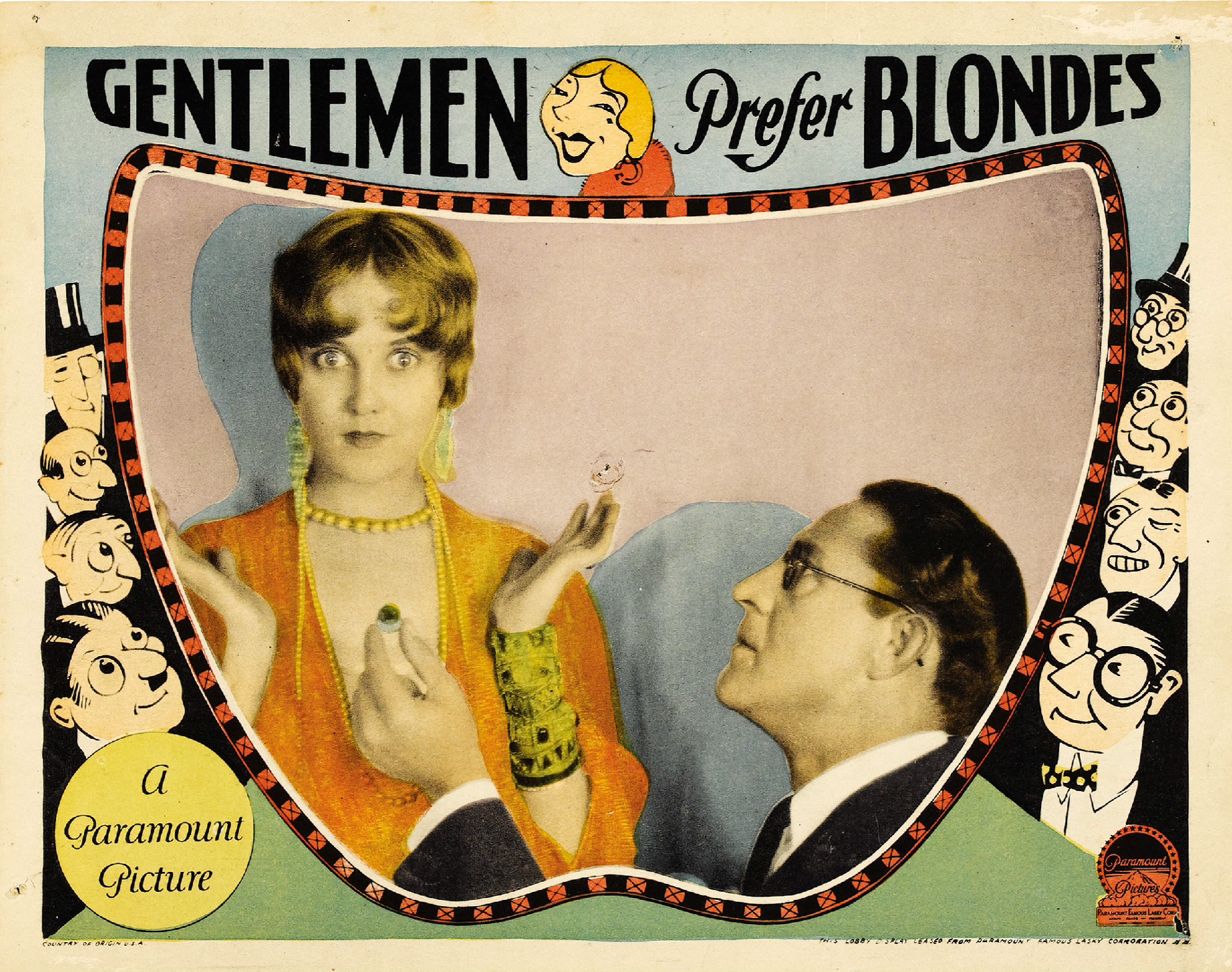
『紳士は金髪がお好き』のロビーカード

ルース・アリス・テイラー（Ruth Alice Taylor、1905年1月13日 - 1984年4月12日）とは、アメリカ合衆国の女優。サイレント映画期からトーキー初期に活躍した。息子は脚本家で俳優のバック・ヘンリー。

## 生涯
ミシガン州グランドラピッズの生まれ。父はノーマン・テイラー、母はイヴァー・テイラー（旧姓ベイツ）。2歳の時にオレゴン州ポートランドに引越し、そこで育つ。
高校卒業後、アマチュア劇に参加。母親を説得してハリウッドへ行き、エキストラとして十代を送る。1925年から1927年まで、マック・セネットの映画に出演。翌1928年、ワンパス・ベビー・スターズに選出される。同年、『紳士は金髪がお好き』（1928年）にローレライ・リー役で主演。
1930年3月17日、元アメリカ空軍准将でニューヨークで株式仲買人をしていたポール・スタインバーグ・ザッカーマンと結婚。夫とは1965年12月3日に死別。2人の間にもうけた息子は、『卒業』（1967年）などの脚本家、また俳優として有名なバック・ヘンリー。
1984年4月12日にカリフォルニア州パームスプリングスで死去。79歳だった。

## 主な出演作品
- Butter Fingers (1925)
- Flirty Four-Flushers (1926)
- 紳士は金髪がお好き Gentlemen Prefer Blondes (1928)
- 金髪の歌 Just Married (1928)
- This Thing Called Love (1929)
- The College Coquette (1929)